# Evangelischer Kirchenbote – Sonntagsblatt für die Pfalz
Die kirchliche Wochenzeitung Evangelischer Kirchenbote – Sonntagsblatt für die Pfalz wurde 1846 gegründet und erscheint in einer Auflage von rund 7.500 Exemplaren im Gebiet der Evangelischen Kirche der Pfalz (Protestantische Landeskirche). Herausgeber war bis Ende 2022 der Evangelische Presseverband Pfalz e.V., seit 2023 ist es die Evangelische Kirche der Pfalz. Chefredakteur war von 1994 bis Ende 2022 Hartmut Metzger, seit 2023 leitet Florian Riesterer die Kirchenboten-Redaktion. Ende 2023 wurde die Zeitung eingestellt.

## Geschichte
Als Pfarrer Johann Christoph Lippert (1809–1886) die erste Ausgabe seiner „Wochenschrift für christliche Belehrung und wahren Fortschritt“ zum 3. Oktober 1846 auf den Weg brachte, begründete er die Geschichte des „Kirchenboten“, der in seinen ersten Jahren unter dem Titel „Evangelium und Kirche“ erschien. Er sollte „die Wahrheit des evangelischen Glaubens in allgemein verständlicher Weise mit den nötigen Gründen vertreten“ und „die Glieder unserer vereinigten pfälzischen Kirche damit bekanntmachen und in dem befestigen, was dieser Kirche allein Halt, Leben und Festigkeit geben kann“. Pfarrer Lippert gehörte der pfälzischen Erweckungsbewegung an, und die neue Wochenschrift blieb bis weit ins 20. Jahrhundert hinein ein Richtungsblatt der kirchlich konservativen Kreise.

### 1849–1932
Herausgeber der neuen Wochenschrift blieb Lippert nur drei Jahre lang. Bereits in der Ausgabe zum 30. Juni 1849 erklärte er seinen Lesern: „Aus verschiedenen, ihn persönlich berührenden Gründen, sieht sich der Unterzeichnete am Schlusse dieses Halbjahres veranlaßt, sein Geschäft als Herausgeber dieser Zeitschrift zu unterbrechen.“ Eine Verstrickung in die politischen Ereignisse jener Wochen wird man Lippert wohl kaum unterstellen dürfen, da seine Berufung zum Dekan sonst unterblieben wäre. Aber Lippert war mit einem Mitglied der provisorischen Regierung der Pfalz verwandt und die Schriftleitertätigkeit setzte nach dem pfälzischen Aufstand eine Bejahung der obrigkeitsstaatlichen Reaktion voraus.
Wie von Lippert angekündigt, führte Pfarrer Hermann Wilhelm Caselmann (1820–1902) das Blatt von Juli 1849 an unter seinem heutigen Titel fort. In seinem „Gruß an die Leser“ erklärte Caselmann: „,Evangelischer Kirchenbote für die Pfalz‘ soll der neue Titel unseres Blattes sein. Obschon wir damit zunächst die Fortsetzung der Wochenschrift unseres verehrten Amtsbruders, Pfarrer Lippert, ,Evangelium und Kirche‘ genannt, liefern. Wir wählten den einfachen Titel, weil er uns bezeichnender schien, für ein Blatt, welches insbesondere den Interessen der pfälzischen protestantisch-evangelischen Kirche dienen und alle in derselben vorkommenden Erscheinungen von Wichtigkeit fortlaufend und eingehend besprechen soll.“ Die Änderung des Titels ist vor dem Hintergrund der politischen Ereignisse und der Neuorganisation der pfälzischen Kirche zu sehen, die sich damals von Bayern trennte.
Der Kirchenbote erschien nun nicht mehr im Verlag Neidhard in Speyer, sondern wurde in Landau von Eduard Kaußler verlegt und dort bei Baur gedruckt, um dem neuen Herausgeber lange Wege zu ersparen. Als Caselmann 1852 von Annweiler nach Neustadt wechselte, beauftragte der Verleger noch wunschgemäß die dort ansässige Druckerei Trautmann mit der Fertigung des Blattes. Nachdem Kaußler aber im Jahr 1853 die Druckerei Baur in Landau erworben hatte, kam es zwischen ihm und Caselmann zum Streit um den künftigen Druckort des Blattes.
Kaußler teilte Caselmann am 25. Juni 1853 mit, dass der Kirchenbote nun wieder in Landau gedruckt werde, und dieser antwortete ihm am 3. Juli: „Ich bin es selbst mir schuldig, diese Angelegenheit anders zu ordnen. Ich muß Ihnen demnach die Mitteilung machen, daß der ,Evangelische Kirchenbote‘ aufgehört hat, zu erscheinen. Ich werde unter anderen Bedingungen ein anderes Blatt gründen, so daß ich nicht genötigt bin, unnötige Opfer zu bringen.“ Kaußler erklärte daraufhin in der Ausgabe vom 7. Juli 1853: „Herr Pfarrer Caselmann ist heute von der Redaktion des ,Kirchenboten‘ zurückgetreten. Das Blatt wird jedoch, vor der Hand unter Verantwortlichkeit der unterzeichneten Verlagshandlung, forterscheinen ...“
Die Redaktion des Kaußlerschen Kirchenboten erhielt der Landauer Dekan Scholler – und Caselmann gab vom 7. Juli 1853 an einen Wahren evangelischen Kirchenboten für die Pfalz heraus.
Das Kaußlersche Blatt stellte sein Erscheinen bereits 1854 wieder ein, nachdem es die meisten Leser an den Wahren evangelischen Kirchenboten verloren hatte und der Landauer Verleger die von Konsistorialrat Ebrard herausgegebenen „Evangelischen Blätter“ übernahm. Caselmanns Blatt, das bereits im Oktober 1853 von Pfarrer Stempel in Haardt übernommen wurde, erschien ab 20. März 1856 wieder unter seinem alten Titel und ließ die Bezeichnung Der wahre weg. Als Mitredakteur wurde Pfarrer Helffenstein in Hornbach gewonnen.
Die Vereinigung der Evangelischen Blätter und des Kirchenboten gelang erst 1867, nachdem sie zehn Jahre zuvor an der lutherisch-konfessionellen Haltung der damaligen Kirchenbotenpartei gescheitert war. Herausgeber des unter dem Titel Evangelischer Kirchenbote für die Pfalz erscheinenden Sonntagsblattes waren der bisherige Schriftleiter der Evangelischen Blätter, Pfarrer Carl Anton Scherer (1831–1905), und Pfarrer Helffenstein.
Entwickelte sich der Kirchenbote während des pfälzischen Gesangbuchstreits (1857–1862) zunehmend zu einem Kampfblatt der Positiven, erwuchs ihm im Jahr 1863 mit der Union als Wochenzeitung des liberalen Protestantenvereins eine publizistische Konkurrenz. Bis ins 20. Jahrhundert hinein verfochten die beiden Blätter ihre jeweiligen theologischen und kirchenpolitischen Positionen mit Vehemenz. Warf der „Kirchenbote“ dem Protestantenverein vor, den Grund des Glaubens zu verlassen, wurden die Positiven in der Union als römisch-katholisch denunziert.
Pfarrer Scherer, seit 1874 alleiniger Herausgeber des „Kirchenboten“, übertrug die Schriftleitung 1883 seinem Schwiegersohn: Pfarrer Theodor Hoffmann (1851–1930), der dieses Amt bis zu seinem Tod am 18. Juni 1930 ausgeübt hat. 48 Jahre lang war Hoffmann Schriftleiter des „Kirchenboten“ und erhielt für diese Tätigkeit 1921 die Ehrendoktorwürde der Erlanger Fakultät. Unter Hoffmanns Leitung wurde der Kirchenbote zum Organ der Positiven Vereinigung der Pfalz, der er 1926 übereignet wurde.

### 1933–2023
Nachdem sich die Positive Vereinigung der Pfalz unter dem Eindruck der politischen Ereignisse des Jahres 1933 aufgelöst hatte, übernahm der 1934 gegründete Verein zur Förderung der evangelischen Volksmission in der Pfalz die Herausgeberschaft des Kirchenboten. Seit 1966 führt er den Namen Evangelischer Presseverband in der Pfalz.
Gemäß dem Wunsch Theodor Hoffmanns wurden die Pfarrer Theodor Schaller (1900–1993) und Karl Wien (1895–1978) im Oktober 1930 mit der Schriftleitung betraut. Nach anfänglichen Versuchen, der nationalsozialistischen Regierung möglichst weit entgegenzukommen, gerieten sie bald in Opposition. Nachdem die Ausgabe zum 22. September 1935 beschlagnahmt wurde, untersagte ihnen die Reichsschrifttumskammer mit einer Verfügung vom 1. Oktober 1935 die Schriftleitung. Nunmehr übernahm das NSDAP-Parteimitglied Pfarrer Otto August Schwander die Redaktion des Kirchenboten, bis die kirchliche Presse 1941 verboten wurde.
1945 wurde die Schriftleitung erneut Karl Wien (seit 1932 Dekan in Speyer) übertragen, während Theo Schaller in die Kirchenleitung wechselte. Da die „Union“ nach dem Krieg nicht mehr erschien, öffnete Wien den „Kirchenboten“ ihren Lesern und Autoren. Ab 1954 stand ihm Albrecht Kircher als Redakteur zur Seite, der 1962 zum Evangelischen Gemeindeblatt für Württemberg wechselte. Von 1962 bis 1970 war Bruno Moritz der Mitredakteur.
1970 wurde Landespressepfarrer Hermann Lübbe Chefredakteur des „Kirchenboten“, der die vorsichtige Öffnung zu einem volkskirchlichen Blatt weiterführte. Lübbe redigierte den Kirchenboten bis 1986 und gehörte dem Herausgebergremium bis 1996 an. Seit 1973 wurde Lübbe unterstützt von Helmut Borchers, dem bis Oktober 2000 die technische Herstellung des Blattes unterstand. 1986 übernahm der damals 28-jährige Pfarrer und Journalist Hartmut Joisten das Amt des Chefredakteurs, bis er zum Januar 1994 als Direktor des Evangelischen Presseverbandes für Bayern nach München wechselte. Nachfolger Joistens wurde der Journalist Hartmut Metzger, der das Amt bis Ende 2022 innehatte. Ab Januar 2023 leitete Florian Riesterer die Redaktion.
Im September 2023 beschloss die Evangelische Kirche der Pfalz (Protestantische Landeskirche) in Speyer, die Zeitung aufgrund der stark gesunkenen Zahl der Abonnenten einzustellen. Sie wird letztmals am 24. Dezember 2023 erscheinen.